# 2669 Shostakovich
2669 Shostakovich (1976 YQ2) là một tiểu hành tinh vành đai chính được phát hiện ngày 16 tháng 12 năm 1976 bởi L. Chernykh ở Nauchnyj.